# Rebecca Callard
Rebecca Jayne Atkinson, (Dewsbury, 3 de junio de 1975) más conocida como Rebecca Callard, es una actriz inglesa.

## Biografía
Es hija de la actriz Beverley Callard y de Paul Atkinson. Tiene un medio hermano llamado, Joshua Callard y un hermanastro llamado, Ben McEwan. Es nieta de Clive y Mavis Moxon y tiene una tía llamada, Stephanie Moxon. Rebecca tomó el apellido de su ex-padrastro, Steven Callard como apellido artístico.
Es amiga de la cantante Melanie Brown y de las actrices Ángela Griffin y Victoria Donovan.
El 24 de julio de 2001 se casó con el actor Gideon Turner, el 22 de enero de 2006 la pareja le dio la bienvenida a su primer hijo juntos, Sonny Joshua Turner y poco después el 29 de noviembre de 2007 tuvieron su segundo hijo, George Turner.

## Carrera
En el 2011 se anunció que Rebecca tendría una participación como invitada en la exitosa serie británica Coronation Street donde interpretará a Ruth.

## Filmografía

### Series de televisión
| Año         | Título                        | Personaje       | Notas                                |
| ----------- | ----------------------------- | --------------- | ------------------------------------ |
| 2016        | Moving On                     | Sarah           | episodio "Scratch"                   |
| 2015        | Detectorists                  | Toni            | episodio "Christmas Special"         |
| 2015        | Ordinary Lies                 | Grace           | 5 episodios                          |
| 2015        | Glue                          | Mary Salter     | episodio # 1.7 - miniserie           |
| 2015        | Blackout                      | Ruth Pulis      | 3 episodios - miniserie              |
| 2011        | Coronation Street             | Ruth Walsh      | 9 episodios                          |
| 2011        | 32 Brinkburn Street           | Gracie          | 5 episodios                          |
| 2009        | Robin Hood                    | Eleanor         | episodio "Too Hot to Handle"         |
| 2005        | Doc Martin                    | Tricia Soames   | episodio "Always on My Mind"         |
| 2005        | Born and Bred                 | Eileen Fisher   | episodio "A Wrathful God"            |
| 1999 - 2000 | Sunburn                       | Laura Hutchings | 14 episodios                         |
| 2000        | The Mrs. Bradley Mysteries    | Cecily Moody    | episodio "The Worsted Viper"         |
| 1999        | Life Support                  | Lisa Carlisle   | episodio "Soul and Conscience"       |
| 1998        | Casualty                      | Connie          | episodio "Trust"                     |
| 1997 - 1998 | The Grant                     | Kate Morris     | 18 episodios                         |
| 1997        | Plotlands                     | Harriet Marsh   | 6 episodios                          |
| 1997        | Gold                          | -               | -                                    |
| 1996        | Band of Gold                  | Tula            | 4 episodios                          |
| 1996        | Hetty Wainthropp Investigates | Hannah          | episodio "Widdershins"               |
| 1995        | Chiller                       | Sonja           | episodio "Here Comes the Mirror Man" |
| 1994 - 1995 | September Song                | Vicky           | 7 episodios                          |
| 1994        | Birds of a Feather            | Kate            | episodio "Moving"                    |
| 1993        | The Return of the Borrowers   | Arietty         |                                      |
| 1993        | Peak Practice                 | Jazz Elliot     | episodio "Sharp Practice"            |
| 1993        | Bonjour la Classe             | Lucy Cornwell   | 6 episodios                          |
| 1992        | The Borrowers                 | Arietty         | -                                    |
| 1989        | Children's Ward               | Fiona Brett     | 4 episodios                          |
| 1989        | Act of Will                   | Maggie Crwother | -                                    |
| 1988        | All Creatures Great and Small | Jane Westby     | episodio "Hail Caeser!"              |
| 1987        | Screen Two                    | Jackie          | episodio "Will You Love Me Tomorrow" |

### Películas
| Año  | Título                         | Personaje       | Notas                                  |
| ---- | ------------------------------ | --------------- | -------------------------------------- |
| 2024 | A Bit of Light                 | N/A             | Guionista                              |
| 2003 | The Paterloo Massacre          | Martha Kearsley | junto a Tim Cooper                     |
| 2000 | Lorna Doone                    | Ruth Huckaback  | junto a Amelia Warner                  |
| 2000 | The Miracle Maker              | Tamar           | junto a Ralph Fiennes y Julie Christie |
| 1989 | The Wolves of Willoughby Chase | Emma            | junto a Geraldine James                |

### Narradora
| Año  | Programa             | Notas                  |
| ---- | -------------------- | ---------------------- |
| 2015 | The Story of Britain | episodio "Magna Carta" |

### Apariciones
| Año | Grupo        | Canción                     | Notas         |
| --- | ------------ | --------------------------- | ------------- |
| -   | The Darkness | Get Your Hands Off My Woman | video musical |

### Teatro
| Año  | Obra                                        | Personaje        | Directores (as)                 | Teatro                      | Notas                                   |
| ---- | ------------------------------------------- | ---------------- | ------------------------------- | --------------------------- | --------------------------------------- |
| 2004 | As You Like It                              | -                | -                               | Royal Theatre               | junto a Rebecca Hall y Joseph Millson   |
| 2004 | Be My Baby                                  | Mary Adams       | Raz Shaw                        | Salisbury Playhouse Theatre | -                                       |
| 2003 | Cuckoos                                     | -                | Peter Hall y Thea Sharrock      | Royal Theatre               | junto a Janie Dee y Hugo Speer          |
| 2003 | Betrayal                                    | -                | Peter Hall y Thea Sharrock      | Royal Theatre               | junto a Janie Dee y Hugo Speer          |
| 2003 | Desing for Living                           | -                | Peter Hall y Thea Sharrock      | Royal Theatre               | junto a Janie Dee y Hugo Speer          |
| 2003 | The Fight for Barbara                       | -                | Peter Hall y Thea Sharrock      | Royal Theatre               | junto a Janie Dee y Hugo Speer          |
| 2003 | As You Like It                              | Celia            | Peter Hall y Thea Sharrock      | Royal Theatre               | junto a Rebecca Hall y Hugo Speer       |
| 2001 | The Pirates of Penzance                     | -                | Alan Strachan y Rachel Kavanagh | Open Air Theatre            | junto a Martin Turner y Rebecca Johnson |
| 2001 | Pinocchio in the Park                       | -                | Alan Strachan y Rachel Kavanagh | Open Air Theatre            | junto a Martin Turner y Rebecca Johnson |
| 2001 | Where's Charley? (musical)                  | -                | Alan Strachan y Rachel Kavanagh | Open Air Theatre            | junto a Martin Turner y Rebecca Johnson |
| 2001 | A Midsummer Night's Dream                   | Hermia           | Alan Strachan y Rachel Kavanagh | Open Air Theatre            | junto a Martin Turner y Rebecca Johnson |
| 2001 | Love's Labour Lost                          | María            | Alan Strachan y Rachel Kavanagh | Open Air Theatre            | junto a Martin Turner y Rebecca Johnson |
| 2000 | The Crucible                                | Abigail Williams | -                               | Haymarket Theatre           | -                                       |
| 1998 | Billy Liar                                  | Bárbara          | -                               | King's Head Theatre         | -                                       |
| 1993 | The Taming of the Shrew                     | -                | -                               | Open Air Theatre            | junto a Geordie Johnson y Cathy Tyson   |
| 1993 | A Connecticut Yankee in King Arthur's Court | -                | Judi Dench e Ian Talbot         | Open Air Theatre            | junto a Geordie Johnson y Cathy Tyson   |
| 1993 | Burning Everest                             | Miranda          | -                               | Yorkshire Playhouse Theatre | -                                       |
| 1993 | Romeo and Juliet                            | Julieta          | Judi Dench                      | Open Air Theatre            | -                                       |
| -    | Macbeth                                     | Lady Macduff     | -                               | The Royal Eschange          | -                                       |
| -    | Antigone                                    | -                | -                               | Bristol Old Vic             | -                                       |

## Premios y nominaciones
| Año  | Categoría             | Premio                    | Serie     | Resultado |
| ---- | --------------------- | ------------------------- | --------- | --------- |
| 1997 | Most Popular Newcomer | National Television Award | The Grand | Nominada  |